# Vernoux-en-Vivarais
 Vernoux-en-Vivarais  là một xã ở tỉnh Ardèche, vùng Auvergne-Rhône-Alpes ở đông nam nước Pháp.